# Rodrigo Sosa
Rodrigo Sosa, vollständiger Name Rodrigo Maximiliano Sosa Palacios, (* 3. Juli 1993 in Montevideo) ist ein uruguayischer Fußballspieler.

## Karriere
Der 1,76 Meter große Offensivakteur Sosa stammt aus der Jugendmannschaft des in Montevideo beheimateten Klubs River Plate Montevideo. Er steht seit der Apertura 2013 im Kader des uruguayischen Erstligisten. In der Spielzeit 2013/14 absolvierte er zwei Spiele (kein Tor) in der Primera División. In der Saison 2014/15 wurde er nicht in der höchsten uruguayischen Spielklasse eingesetzt und auch nicht im Erstligakader geführt. Anfang Oktober 2015 schloss er sich dem Zweitligisten Canadian Soccer Club an, für den er zwölf Zweitligaspiele (kein Tor) bestritt.